# Alexander Bernhardsson
Alexander Bernhardsson (Partille, 8 de septiembre de 1998) es un futbolista sueco que juega en la demarcación de delantero para el Holstein Kiel de la 2. Bundesliga.

## Selección nacional
Hizo su debut con la selección de fútbol de Suecia en un partido amistoso contra Finlandia que finalizó con un resultado de 2-0 a favor del combinado sueco tras los goles de Christoffer Nyman y Joel Asoro.

## Clubes
| Club          | País     | Año       | Partidos | Goles |
| ------------- | -------- | --------- | -------- | ----- |
| Jonsereds IF  | Suecia   | 2017-2018 | 18       | 6     |
| Sävedalens IF | Suecia   | 2018-2019 | 21       | 4     |
| Örgryte IS    | Suecia   | 2019-2020 | 28       | 6     |
| IF Elfsborg   | Suecia   | 2020-2024 | 79       | 20    |
| Holstein Kiel | Alemania | 2024-     | 33       | 11    |